# Cartulaire du Mont-Saint-Michel
Le Cartulaire du Mont-Saint-Michel est un recueil de chartes provenant de l'abbaye du Mont-Saint-Michel manuscrit enluminé. Il a été exécuté entre 1154 et 1158 au sein du scriptorium de l'abbaye sous l'abbatiat de Robert de Torigni. Il a été complété mais sans enluminures quelques années plus tard. Il est actuellement conservé au sein du fonds ancien de la bibliothèque municipale d'Avranches (ms.210).

## Historique
Le cartulaire était destiné à compiler les chartes du temporel de l'abbaye du Mont-Saint-Michel. Sa datation précise fait l'objet de discussions. Selon certains historiens, il aurait été initié par Bernard le Vénérable, abbé jusqu'en 1149 puis continué sous l'abbatiat suivant de l'abbé Geoffroy, d'après les dates contenues dans les plus anciennes chartes. Cela correspond à une période mouvementée pour l'abbaye pendant laquelle ses privilèges sont contestés par les ducs de Normandie. Le manuscrit aurait servi alors à justifier ces privilèges accordés par le pape, le roi de France et les anciens ducs. Pour d'autres, cette compilation n'aurait commencé que sous l'abbatiat de Robert de Torigni, en 1154. Il semble qu'une première partie est datée d'avant 1154 et que des parties additionnelles ont été ajoutées dans une autre écriture entre 1155 et 1159. D'autres éléments, chartes et autres textes, ont été ajoutés au XIIe, XIIIe et XIVe siècles.
À la fermeture de l'abbaye lors de la Révolution française, l'ensemble des livres qui y sont conservés est transféré à Avranches, avec ceux des autres bibliothèques des abbayes du district, tandis que les archives sont transférées à Saint-Lô. Alors que le cartulaire aurait dû suivre les documents d'archives, il est classé avec les livres et se retrouve donc à Avranches. Il appartient d'abord à la bibliothèque de l'école centrale de la ville puis, après la suppression de cette dernière, cette bibliothèque devient municipale. Il s'agit du dernier témoignage des chartes de l'abbaye du Mont-Saint-Michel, celles conservées à Saint-Lô ayant brûlé pour la plupart lors des bombardements de la ville en 1944. 

## Description

### Le texte
Le manuscrit contient 138 folios reliés, contenant :
- f.3-4v. : une chronique de la translation des reliques de saint Magloire de l'abbaye de Léhon jusqu'à Paris (Translatio sancti Maglorii). Il s'agit d'un ajout postérieur au début du cartulaire, daté de la fin du XIIe siècle.
- f.5-10 : une histoire de l'apparition de saint Michel à saint Aubert (Revelatio) puis une histoire sommaire de la Normandie.
- f.10-15 : histoire de l'installation des moines de l'abbaye, qui évoque l'arrivée des premiers bénédictins sur le mont (Introductio monachorum). Suivent une fausse bulle du Jean XIII et un diplôme du roi Lothaire.
- f.17-112v : le cartulaire proprement dit, avec une différence de main entre les chartes d'avant 1154 (f.17-108) et celles datées d'après ;
- f.112v-118 : différents textes littéraires et historiques du XIIe au XIVe : une chronique abrégée du Mont-Saint-Michel à partir de l'abbatiat de Robert de Torigny, diverses chartes et documents datés jusqu'à 1337 à 1345, puis quelques textes du XIVe siècle

### Sa décoration
Le cartulaire originel du manuscrit, daté du milieu du XIIe siècle, est décoré de plusieurs lettrines ornées : elles sont placées au début de chaque charte. Les lettres sont très peu variées, car il s'agit le plus souvent du « I » ou du « L », mais chaque lettre possède une décoration différente. Les lettrines de la partie la plus ancienne sont de couleur noire, et contiennent des animaux fantastiques mêlés à des entrelacs : licornes, boucs, chouette et loup-garou, inspirés du Physiologus ou du folklore. D'autres lettrines sont de couleur bleu et rouge.  
Le manuscrit contient par ailleurs quatre miniatures couvrant la totalité de leur page ou presque :
- L'apparition de saint Michel à saint Aubert (f.4v.) : la légende à l'origine de la première fondation religieuse du mont. La miniature, contrairement aux autres, est rehaussée d'or.
- Le privilège du pape Jean XIII : elle illustre la bulle du pape autorisant les bénédictins à s'installer sur le mont en 965, l'abbé Maynard Ier recevant son document ; puis sa confirmation par le roi Lothaire et par le duc Richard Ier de Normandie.
- La donation de la duchesse Gonnor (f.23v.) en 1015, veuve du duc Richard, elle est la donatrice d'un grand nombre de terres pour l'abbaye. Elle est représentée en compagnie de son fils Robert le Danois, archevêque de Rouen et remet l'acte de donation à l'abbé Hildebert Ier.
- La dernière grande miniature (f.25v.) représente le duc Robert de Normandie cédant ses droits sur l'abbaye du Mont-Saint-Michel à l'archange qui les rétrocède aussitôt à l'abbé puis, juste au-dessous, peut-être Édouard le Confesseur faisant donation à saint Michel du St Michael's Mount en Cornouailles anglaise, par le symbole du don d'un gant sur un autel.

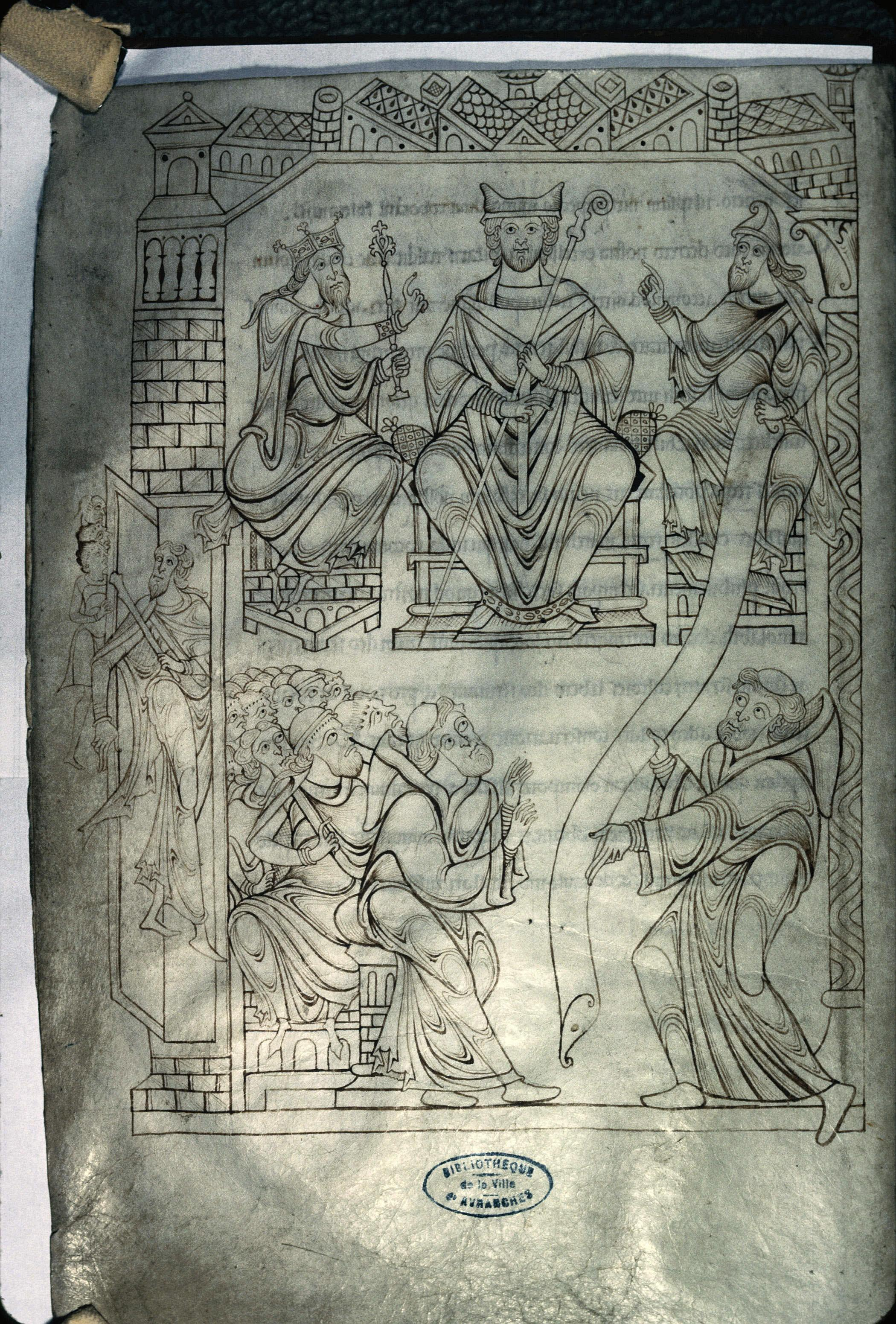
Privilège du pape Jean XIII, f.19v.
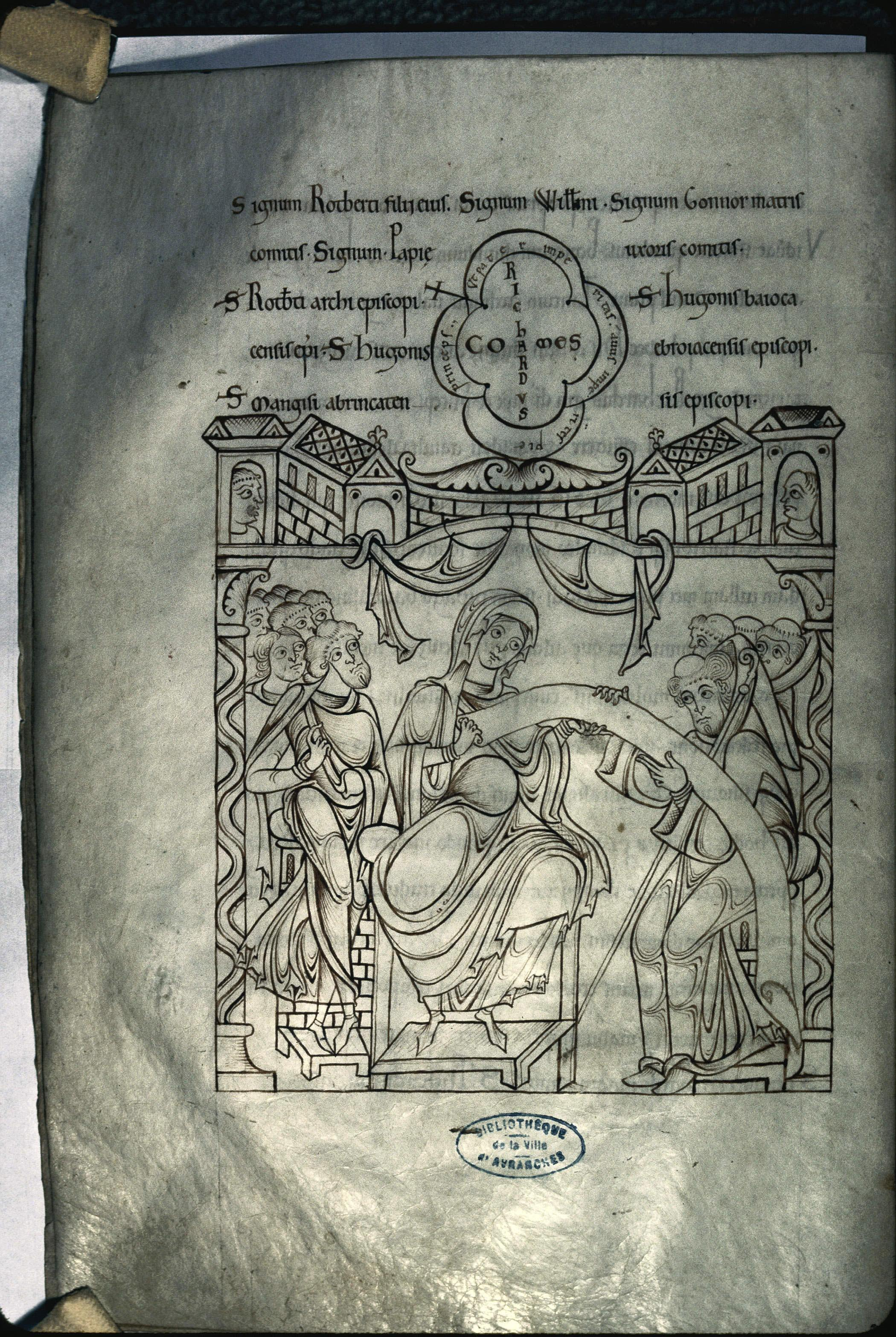
donation de la duchesse Gonnor, f.23v.
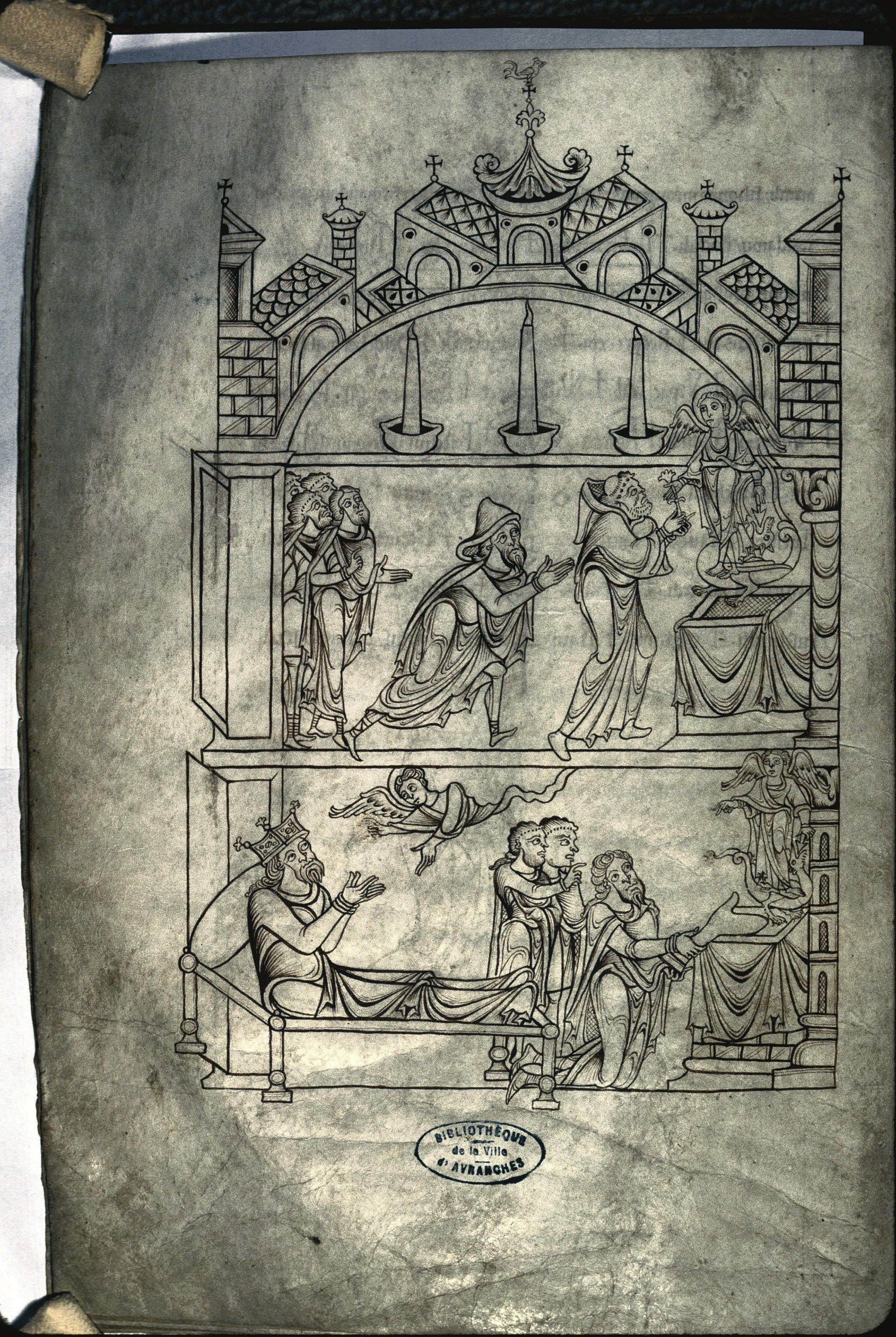
Édouard le Confesseur et Robert le Magnifique, f.25v.

Le style de ces miniatures ne s'inspire pas de l'enluminure romane normande de cette époque, mais se rapproche de celles réalisées sur les bords de la Loire ou dans la région du Mans, car certains détails rappellent les vitraux de la cathédrale du Mans. Il est possible que l'enlumineur venu décorer l'ouvrage au scriptorium du Mont provienne de cette ville. Il pourrait s'agir d'un laïc.